# 百島町 (津島市)
百島町（ももじまちょう）は、愛知県津島市の地名。

## 地理
津島市東部に位置する。東は莪原町、西は牛田町・百町、南は白浜町・高台寺町、北は神守町・越津町に接する。

## 歴史

### 人口の変遷
国勢調査による人口および世帯数の推移。
| 1995年（平成7年）  | 599世帯 1920人 |  |
| 2000年（平成12年） | 623世帯 1892人 |  |
| 2005年（平成17年） | 613世帯 1813人 |  |
| 2010年（平成22年） | 641世帯 1853人 |  |
| 2015年（平成27年） | 663世帯 1757人 |  |

### 沿革
- 江戸時代には尾張国海東郡の尾張藩領佐屋代官所支配の百島村として所在[1]。
- 1889年（明治22年） - 越治村大字百島となる[1]。
- 1906年（明治39年） - 神守村大字百島となる[1]。
- 1955年（昭和30年）1月1日 - 津島市百島町が成立[1]。

## 交通
- 愛知県道青塚永和停車場線[2]

## 施設
- 津島市立神守中学校[2]
- 神守配水場[2]
- 真宗大谷派徳応寺[2]
- 浄土宗清流院[2]
- 曹洞宗厳竜寺[2]
- 春日神社[2]

### WEB
1. ↑  “愛知県津島市の町丁・字一覧”.   人口統計ラボ. 2023年3月12日閲覧。
2. ↑  総務省統計局 (2017年1月27日). “平成27年国勢調査の調査結果(e-Stat) - 男女別人口及び世帯数 －町丁・字等” (CSV). 2021年7月21日閲覧。
3. ↑  “愛知県津島市の郵便番号一覧”.   日本郵便. 2023年3月11日閲覧。
4. ↑  “市外局番の一覧” (PDF).   総務省 (2022年3月1日). 2022年3月22日閲覧。
5. ↑  総務省統計局 (2014年3月28日). “平成7年国勢調査の調査結果(e-Stat) - 男女別人口及び世帯数 －町丁・字等” (CSV). 2021年7月20日閲覧。
6. ↑  総務省統計局 (2014年5月30日). “平成12年国勢調査の調査結果(e-Stat) - 男女別人口及び世帯数 －町丁・字等” (CSV). 2021年7月20日閲覧。
7. ↑  総務省統計局 (2014年6月27日). “平成17年国勢調査の調査結果(e-Stat) - 男女別人口及び世帯数 －町丁・字等” (CSV). 2021年7月21日閲覧。
8. ↑  総務省統計局 (2012年1月20日). “平成22年国勢調査の調査結果(e-Stat) - 男女別人口及び世帯数 －町丁・字等” (CSV). 2021年7月21日閲覧。
9. ↑  総務省統計局 (2017年1月27日). “平成27年国勢調査の調査結果(e-Stat) - 男女別人口及び世帯数 －町丁・字等” (CSV). 2021年7月21日閲覧。

### 書籍
1. 1 2 3 4 5  「角川日本地名大辞典」編纂委員会 1989, p. 1355.
2. 1 2 3 4 5 6 7 8 9  「角川日本地名大辞典」編纂委員会 1989, p. 1729.